# Osiedle Strumiańskie
Osiedle Strumiańskie – wschodnia część Kostrzyna, położona na północ od linii kolejowej linii kolejowej Warszawa - Poznań - granica państwa.
Nazwa pochodzi od stanowiącej zachodnią granicę osiedla strugi, która jest dopływem Cybiny. Zasadniczą zabudowę Osiedla Strumiańskiego stanowią domki jednorodzinne otoczone ogródkami, w jego centralnej części znajduje się Stadion 750-lecia.